# 1742 v. Chr.
Portal Geschichte | Portal Biografien | Aktuelle Ereignisse | Jahreskalender | Tagesartikel

◄ |
19. Jahrhundert v. Chr. |
18. Jahrhundert v. Chr. |
17. Jahrhundert v. Chr. |
►

1730er v. Chr. |
1720er v. Chr. |
►

1742 v. Chr. |
1741 v. Chr. |
1740 v. Chr. |
1739 v. Chr. |
► |
►►

## Gestorben

### Genaues Datum unbekannt
- Cheng Tang, König über China (* im 19. oder 18. Jahrhundert v. Chr.)